# Spinomantis peraccae
Spinomantis peraccae – gatunek płaza bezogonowego z rodziny mantellowatych (Mantellidae) występujący endemicznie na Madagaskarze. Dorasta do 4,4 cm długości i spotkać go można wzdłuż potoków w lasach dziewiczych. Gatunek najmniejszej troski (LC) w związku z szerokim zasięgiem występowania oraz dużymi rozmiarami populacji.

## Wygląd
Osiąga 3,4–4,4 cm długości. Grzbiet ma zazwyczaj barwę od jasnobrązowej do zielonkawej z wyraźnie zaznaczonymi brązowymi plamkami.

## Zasięg występowania, siedlisko i rozród
Endemit. Gatunek ten rozpowszechniony jest w północnej, wschodniej i środkowej części Madagaskaru. Spotykany jest na wysokościach bezwzględnych 500–2000 m n.p.m. Gatunek nadrzewny, żyje wzdłuż potoków w lasach dziewiczych. Jaja składane są na liściach nad wodą, a kijanki rozwijają się w wolnopłynących potokach.

## Status
Gatunek najmniejszej troski (LC) w związku z szerokim zasięgiem występowania oraz dużymi rozmiarami populacji.